# 七美雙心石滬
雙心石滬位於澎湖縣七美鄉，且包覆著咾咕石，因為位於東湖村頂隙北面海崖下，鄰近頂隙漁港故又稱為頂隙滬，為七美嶼唯一的石滬，因其兩個滬房設計上形狀似兩個心形而聞名。2006年，澎湖縣政府正式將其登錄為文化景觀。

## 歷史
雙心石滬原先並非目前所看到的式樣，為「二窟一滬房」的設計。後因舊滬遭颱風吹襲倒塌，因此鄉民顏恭規劃重建，並委請吉貝人「芭樂師」於現址建造新滬，於1937年完成修築。新滬比其舊滬多增加了一個滬房，而形成今貌。至今在石滬左伸腳仍能看到舊滬的遺跡。